# Alfred Kelbassa
Alfred Kelbassa (21. april 1925 – 11. august 1988) var en tysk fodboldspiller (midtbane).
Kelbassa spillede i ni sæsoner, fra 1954 til 1963 hos Borussia Dortmund i Bundesligaen. Derudover opnåede han også seks kampe for Vesttysklands landshold, hvori han scorede to mål. Han blev udtaget til VM i 1958 i Sverige. Her spillede han én af tyskernes kampe, bronzekampen mod Frankrig.